# Sumporov heksafluorid
Sumporov heksafluorid je anorganski spoj, formule SF6. Ovaj spoj je plin pri standardnim uvjetima. SF6 ima oktaedralni geometrijski raspored koji se sastoji od šest fluorovih atoma povezanih sa središnjim sumporovim atomom. To je plin bez boje i mirisa te je također nezapaljiv i netoksičan. Tipično za nepolarni plin, SF6 se loše otapa u vodi, ali je topiv u nepolarnim organskim otapalima. Obično se transportira kao ukapljeni komprimirani plin. Ima gustoća 6.13 g/L pri uvjetima pri razini mora.

## Sinteza i kemija
SF6 se može pripraviti od elemenata od kojih se sastoji, tj. ekspozicijom sumpora atmosferi fluora. Pri procesu se također stvaraju neki drugi sumporni fluoridi, kao što je S2F10 koji se |disproporcionira zagrijavanjem ili SF4 koji se uništava utrljavanjem NaOH nakon disproporcioniranja S2F10.
SF6 je vrlo inertan te praktično ne postoji nikakva nijedan kemijska reakcija u kojoj sudjeluje. Ne reagira s rastaljenim natrijem.
Počevši s SF4, može se pripremiti SF5Cl, koji je strukturalno sličan SF6. SF5Cl je unatoč tome jak oksidant i lako se hidrolizira u sulfat.

## Važne karakteristike
Zbog svoje velike gustoće (šest puta teži nego zrak), SF6 se lako pretače u posude. Štoviše, lagani predmeti (lako drvo, aluminijska folija) mogu čak lebdejeti na plinu.

## Primjene
SF6 se koristi u elektroindustriji kao plinski dielektrični medij za visokonaponske (1 kV i više) prekidače, sklopnu opremu i drugu električnu opremu, pri čemu često zamjenjuje štetne PBC-ove. Komprimirani SF6 se koristi kao izolator u plinom izoliranoj sklopnoj opremi (gas insulated switchgear - GIS) zbog puno veće dielektrične otpornosti nego što je ona zraka ili dušika. Ovo omogućava znatna smanjenja u fizičkoj veličini električnih postojenja. Radi svoje visoke dielektrične otpornosti, SF6 omogućava smještanje sklopne opreme u zatvorene prostore, za razliku od zrakom izoliranih postrojenja koja zauzimaju mnogo više prostora. Plinom izolirana sklopna postrojenja su mnogo otpornija na utjecaje zagađenja i klime. Samim time što je postrojenje u kontroliranim radnim uvjetima, ima duži radni vijek od običnih postrojenja. SF6 također ima poželjno svojstvo "samozacijeljivanja." Iako većina produkata raspada, se brzo reformira u SF6, električni luk unutar SF6 može proizveti disumporov dekafluorid, S2F10, visoko toksičan plin, sličan po svojstvima fosgenu. S2F10  je za vrijeme Drugog svjetskog rata bio razmatran kao bojni otrov jer ne uzrokuje suzenje ili nadraženost kože, smanjujući vrijeme upozorenja o opasnosti.
Plazma SF6 se također koristi u poluvodičkoj industriji kao kliše, a i u industriji magnezija. Uspješno se koristi kao marker u oceanografiji u proučavanju miješanja plinova u vodi. Također, SF6 je nusproizvod u proizvodnji aluminija.
Radi činjenice da se krvotok relativno sporo apsorbira SF6, koristi se kao dugotrajni tampon retinalne šupljine pri operacijama koje zahtijevaju odstranjivanje rožnice.
Osim toga, još jedna medicinska primjena SF6 je funkcija kontrasnog agenta za ultrazvučne snimke. Mikro mjehurići sumporovog heksafluorida u otopini se ubrizgavaju u periferalnu venu. Ovi mikro mjehurići poboljšavaju vidljivost krvnih zrnaca na ultrazvuku. Ova metoda se, između ostalog, koristi za proučavanje vaskularnih tumora.
Plinoviti SF6 se često koristi za kratkotrajne eksperimente učinkovitosti ventilacije velikih zgrada, njihove izoliranosti i mjere vanjskih utjecaja. SF6 se koristi za te svrhe iz više razloga: koncentracije SF6 je vrlo lako izmjeriti, čak i pri vrlo niskim koncentracijama. Također, Zemljina atmosfera sadrži zanemarive količine SF6. Zbog njegove vrlo velike gustoće (5 puta teži od zraka), potrebno je primijeniti posebne metode miješanja.

## Staklenički plin
Međunarodni odbor za klimatske promjene je ocijenio SF6 kao najpotentniji staklenički plin s potencijalom globalnog zatopljenja 22,000 puta većim od potencijala CO2 gledano u periodu od 100 godina (za zemlje koje svoje emisije plinova prijavljuju UNFCCC-u, po Kyoto protokolu, SF6 ima potencijal 23900.) Unatoč tome, zbog omjera miješanja SF6 sa zrakom koji je manji od onog CO2 ( oko 4 ppt 1990. naspram 365 ppm), doprinos SF6 globalnom zatopljavanju je relativno malen.

## Fiziološki utjecaji i upozorenja
SF6 može utjecati na ton nečijeg glasa ako se inhalira u malim količinama - ton glasa osobe koja je udahnula SF6 se dramatično produbi.
Iako inhaliranje SF6 se može doimati kao zabavno, stvarno udisanje sumporovog heksafluorida može biti opasno, jer, kao i svi plinovi osim kisika, SF6 zamjenjuje kisik potreban za disanje (ovaj fenomen je poznat kao asfiksijacija). Postoji mit koji kaže da je SF6 pretežak da bi ga pluća samo odstranjivala iz organizma, pa je zato, nakon udisanja SF6, potrebno sagnuti se tako da trup bude paralelno s zemljom, kako bi se plin "izlio" iz pluća. U stvarnosti, pluća plinove miješaju vrlo učinkovito i brzo, tako da bi sav SF6 bio izdahnut u vremenu jednog ili dva izdisaja. Općenito, gusti plinovi bez mirisa u malim prostorima predstavljaju veliku opasnost od gušenja.

## Daljnje čitanje
- Gaseous Dielectrics VI. Plenum Press. 1991. ISBN 0-306-43894-1 Nepoznati parametar |editors= zanemaren (prijedlog zamjene: |editor=) (pomoć)
- Holleman, A. F.; Wiberg, E. "Inorganic Chemistry" Academic Press: San Diego, 2001. ISBN 0-12-352651-5.
- Khalifa, from Maller and Naidu (1981)

## Vanjske poveznice
- National Pollutant Inventory - Fluoride and compounds fact sheet  Arhivirana inačica izvorne stranice od 16. siječnja 2006. (Wayback Machine)
- High GWP Gases and Climate Change from the U.S. EPA website.